# BD −4° 782
HIP 19832, auch bekannt unter der Bezeichnung BD −4° 782, ist ein etwas über 110 Lichtjahre von der Erde entfernter Hauptreihenstern der Spektralklasse K im Sternbild Eridanus. Er ist mit einer scheinbaren Helligkeit von ca. 9,4 mag mit dem bloßen Auge auch unter optimalen Beobachtungsbedingungen nicht mehr zu sehen. Im Jahre 1996 entdeckte ein Team unter der Leitung von Michel Mayor einen Begleiter mit geringer Masse, bei dem es sich um einen Braunen Zwerg handeln könnte. Dieser trägt die Bezeichnung HIP 19832 B (bzw. BD −4° 782 B) und umkreist den Hauptstern in etwas mehr als 700 Tagen.